# Gaïnos d'Alexandrie
Gaïnos d'Alexandrie nommé également Gaïanos est un anti-patriarche copte d'Alexandrie  du 10 février 535 à mai ou juin 535.

## Contexte
Après la mort du patriarche Timothée III en 535 le patriarcat se scinde entre les melkites ex Chalcédoniens qui reconnaissent Paul Ier et les Coptes (monophysites) avec Théodose d'Alexandrie. Ce dernier doit de plus faire face à un prétendant nommé Gaïanos ou Gainos un « julianiste » c'est-à-dire un partisan du « monophysite extrême »  de Julien d'Halicarnasse. Gainos est expulsé par le gouvernement et exilé en Sardaigne.